# Loi japonaise de 2015 sur les Forces japonaises d'autodéfense
Les lois sur la paix et la sécurité (平和安全法制, Heiwa Anzen Hōsei) sont un couple de lois japonaises approuvées par le gouvernement Abe III en mai 2015 puis adoptées en septembre de la même année lors de la 189e session de la Diète en tant que Loi modifiant la partie de la loi sur les Forces d'autodéfense etc. afin de contribuer à assurer la paix et la sécurité de notre pays et de la communauté internationale (我が国及び国際社会の平和及び安全の確保に資するための自衛隊法等の一部を改正する法律, Wagakuni oyobi kokusai shakai no heiwa oyobi anzen no kakuho ni shisuru tame no jieitai-hō-tō no ichibu o kaisei suru hōritsu, loi sur l'amélioration de la loi sur la paix et la sécurité) et Loi sur la coopération et les activités de soutien contre les troupes étrangères et similaires du Gouvernement en temps de paix internationale (国際平和共同対処事態に際して我が国が実施する諸外国の軍隊等に対する協力支援活動等に関する法律, Kokusai heiwa kyōdō taisho jitai ni saishite wagakuni ga jisshi suru sho gaikoku no guntai-tō ni taisuru kyōryoku shien katsudō-tō ni kansuru hōritsu, loi sur le soutien international pour la paix).

## Description
Ces textes incluent une clause dite d'autodéfense collective, en vertu de laquelle les forces japonaises d'autodéfense peuvent intervenir pour protéger un pays ami en difficulté dans un conflit, sans qu'il y ait une menace directe sur le territoire du Japon. Cette clause élargit l'interprétation de la Constitution du Japon, dont l'article 9 dispose que le pays renonce à la guerre comme moyen de résoudre les différends internationaux.
D'après le premier ministre Shinzō Abe, « c'est une législation nécessaire pour protéger la vie des gens et leur existence en paix et afin de prévenir la guerre. Nous voulons poursuivre notre diplomatie de paix tout en prenant toutes les mesures nécessaires de préparation à un conflit ».
Les discussions du texte à la Diète ont fait l'objet d'une opposition populaire très forte. Sous l'impulsion du mouvement étudiant SEALDs, rejoint ensuite par toutes les couches de la société, des manifestations continues ont eu lieu devant le Parlement japonais et au travers le pays de mars à août 2015. Ces manifestations ont réuni de 30 000 à 120 000 personnes.